# Ferdinand Bauer
Banksia coccinea, Prancha 3 de Illustrationes Florae Novae Hollandiae
Ferdinand Lucas Bauer ( 20 de janeiro de 1760 – 17 de março de 1826) foi um ilustrador botânico e botânico austríaco que foi de expedição com o grupo científico de Matthew Flinders à Austrália.
Foi filho de um pintor oficial da corte do Príncipe de Liechtenstein, Lucas Bauer, (?-1761), e irmão dos pintores Josef Anton, e Franz Bauer. O filho maior sucedeu a seu pai na corte, e Ferdinand e Franz ganhariam experiência com Norbert Boccius (1729-1806), um praticante de Medicina com um expedição na Botânica. Ferdinand e seu irmão contribuem com uma série de miniaturas botânicas, a primeira quando tinha 15 anos. Continuou a sua educação na Universidade de Viena, sob a supervisão do botânico e artista Nikolaus von Jacquin. Foram introduzidos no campo do microscópio, e cobriram com talento os mais pequenos detalhes.
As vidas de Ferdinand e de Franz mudam dramaticamente ao seguir a oferta de duas eminentes cientistas ingleses: Ferdinand vai-se ao exterior em 1786 depois de encontrar com o Professor de Oxford John Sibthorp, vão de expedição ao este da bacia do Mediterrâneo, e mais tarde produz as ilustrações para Flora Graeca a partir de esquemas e especimens. Bauer depois explora a Austrália com Matthew Flinders como desenhista botânico, recomendado por Joseph Banks. Em julho de 1802, realiza 700 desenhos da flora e da fauna, e um ano depois já tem 600 mais. Quando Flinders solta as velas para a Bretanha, Bauer permanece em Sydney e toma parte em expedições a Nova Gales do Sul e à ilha Norfolk.
Em 1813 Bauer começa o seu Illustrationes Florae Novae Hollandiae que não tem sucesso financeiro, parcialmente devido à falta de colorido dos desenhos. Retorna a Áustria em agosto de 1814, mas continuará com muito trabalho para as publicações inglesas, incluindo a Pinus de Lambert e a Digitalis de Lindley, etc.
Falece a 17 de março de 1826.

## Honras
Seu nome Bauer tem sido perpetuado em várias espécies australianas, e em acidentes geográficos como Cabo Bauer na costa australiana.